# أطياف (اسم)
أَطْيَاف هو اسم علم مؤنث من أصل عربي، جاء الاسم على صيغة الجمع (المفرد: طيف)، ومعناه هوما يتخيله المرء يقظًا ونائمًا.